# Trapezoidna kost
Trapezoidna kost (lat. os trapezoideum) je kost koja se nalazi u distalnom redu kosti pešća, smještena između trapezne kosti i glavičaste kosti.
Gornja ploština kosti uzglobljena je s čunastom kosti, a donja
s drugom kosti zapešća (proksimalnim krajem). Medijalna ploština sadrži zglobne ploštine za zglob s glavičastom kosti, a lateralna za zglob s trapeznom kosti. 
Palmarna i dorzalna strana služe kao hvatište sveza (ligamenata).  